# Michael Luxenberger
Michael Luxenberger (* 10. April 1992 in Balingen, Deutschland) ist ein österreichischer Politiker. Als Bezirksvorsteher des 5. Wiener Gemeindebezirks Margareten folgte er am 10. Juni 2025 Silvia Janković (SPÖ) nach.

## Leben
Luxenberger wuchs in Seeboden am Millstätter See in Kärnten auf. Er begann 2011 ein Studium der Naturwissenschaften an der Karl-Franzens-Universität Graz. Im Jahr 2016 absolvierte er seinen Magister der Naturwissenschaften. 2017 zog er nach Wien-Margareten und begann im selben Jahr ein Studium an der FH Wien der WKW, das er 2019 als Master of Arts in Business im Bereich Leadership im Tourismus abschloss.

## Politik und Zivilgesellschaft
Im Jahr 2019 wurde Luxenberger Politiker bei den Grünen Margareten, der Bezirksorganisation der Grünen Wien im 5. Wiener Gemeindebezirk Margareten. Im Jahr 2020 kandidierte er dort als Bezirksrat und ist seitdem in dem Amt tätig. 2023 wurde er  zum Bezirksobmann der Grünen Margareten gewählt und zwei Jahre später als Spitzenkandidat bei der Bezirksvertretungswahl in Wien 2025 aufgestellt.
Mit dem historisch besten Ergebnis der Grünen Margareten von 32,45 % wurde mit Luxenberger erstmalig ein Grüner zum Bezirksvorsteher des 5. Wiener Gemeindebezirks gewählt.